# زیردریایی یو-۱۰۰۰
زیردریایی یو-۱۰۰۰ (به انگلیسی: German submarine U-1000) یک زیردریایی بود که طول آن ۶۷٫۱۰ متر (۲۲۰ فوت ۲ اینچ) بود. این زیردریایی در سال ۱۹۴۳ ساخته شد.